# Розбиття одиниці
У математиці розбиттям одиниці топологічного простору {\displaystyle X} називають сімейство неперервних функцій з {\displaystyle X} в одиничний інтервал одиничний інтервал {\displaystyle [0,1]}, які задовольняють для довільної точки {\displaystyle x\in X} наступним умовам:
- існує окіл точки {\displaystyle x} в якому всі, окрім скінченного числа, функції з {\displaystyle R} дорівнюють нулю
- сума всіх значень функцій в точці {\displaystyle x} дорівнює 1, тобто {\displaystyle \sum _{\rho \in R}\rho (x)=1.}

Розбиття одиниці на колі породжене чотирма функціями. Коло розгорнуто у відрізок (жирна лінія знизу) для наглядності. Пунктирна лінія зверху є сумою функцій розбиття.

Розбиття одиниці є важливим, оскільки у багатьох випадках дозволяє продовжити локальні конструкції на весь простір. Також розбиття одиниці використовують при інтерполяції інформації, обробці сигналів обробці сигналів та теорії сплайнів.

## Існування
Для існування розбиття одиниці розрізняють два підходи:
1. Нехай {\displaystyle \{U_{i}\}_{i\in I}} - деяке відкрите покриття {\displaystyle X}, тоді існує розбиття {\displaystyle \{\rho _{i}\}_{i\in I}}, проіндексоване тією ж множиною {\displaystyle I} таке, що {\displaystyle \operatorname {supp} \rho _{i}\subseteq U_{i}}. Подібне розбиття називають підпорядкованим відкритому покриттю {\displaystyle \{U_{i}\}_{i\in I}}.
2. Якщо простір є локально компактним та задано деяке відкрите покриття {\displaystyle \{U_{i}\}_{i\in I}}, то існує розбиття {\displaystyle \{\rho _{j}\}_{j\in J}} проіндексоване, можливо іншою множиною індексів {\displaystyle J}, таке що кожна функція {\displaystyle \rho _{j}} має компактний носій[en] і для кожного {\displaystyle j\in J}, {\displaystyle \operatorname {supp} \rho _{j}\subseteq U_{i}} для деякого {\displaystyle i\in I}.

Отже, або обираємо носії проіндексовані відкритим покриттям, або компактні носії. Якщо простір є компактним, то існують розбиття, які задовольняють обом умовам.
Для скінчених покриттів завжди існує неперервне розбиття одиниці підпорядковане цьому покриттю, якщо відповідний простір є локально компактним та Гаусдорфовим.
Для існування розбиття яке є підпорядкованим довільному відкритому покриттю, простір має бути паракомпактним. В їх побудові використовуються згладжувальні оператори(функції з "горбиком"), котрі існують на гладких але не аналітичних многовидах. Таким чином для відкритого покриття аналітичного многовиду не існує відповідного аналітичного розбиття яке було б підпорядковане цьому покриттю. Див. аналітичне продовження.
Якщо {\displaystyle R} та {\displaystyle T} - розбиття одиниці для просторів {\displaystyle X} та {\displaystyle Y} відповідно, то множина всіх пар {\displaystyle \{\rho \otimes \tau :\rho \in R,\tau \in T\}} є розбиттям одиниці декартового добутку {\displaystyle X\times Y}. Тензорний добуток функцій має вигляд {\displaystyle (\rho \otimes \tau )(x,y)=\rho (x)\tau (y)}.

## Приклад
Ми можемо побудувати розбиття одиниці на {\displaystyle S^{1}} розглянувши карту навколо точки {\displaystyle q\in S^{1}} з областю визначення {\displaystyle S^{1}\setminus \{p\}}. Далі, нехай {\displaystyle \Phi } функція з горбиком визначена на {\displaystyle \mathbb {R} } наступним чином
{\displaystyle \Phi (x)={\begin{cases}\exp \left({\frac {1}{x^{2}-1}}\right)&x\in (-1,1)\\0&{\text{в іншому випадку}}\end{cases}}}
тоді функція {\displaystyle \Phi } та {\displaystyle 1-\Phi } можуть бути продовжені єдиним чином на {\displaystyle S^{1}} задавши {\displaystyle \Phi (p)=0}. Тоді множина {\displaystyle \{(S^{1}\setminus \{p\},\Phi )}, {\displaystyle (S^{1}\setminus \{q\},1-\Phi )\}} є розбиттям одиниці над {\displaystyle S^{1}}.

## Варіанти означення
Інколи використовують більш слабке означення: достатньо щоб сума значень функцій у вибраній точці була додатною, на відміну від 1, для кожної точки простору. При цьому, якщо є подібна сім'я функцій {\displaystyle \{\psi _{i}\}_{i=1}^{\infty }} то ми можемо отримати розбиття одиниці в строгому сенсі поділивши на суму {\displaystyle \sigma (x):=\sum _{i=1}^{\infty }\psi _{i}(x)}, отримане розбиття {\displaystyle \{\sigma ^{-}1\psi _{i}\}_{i=1}^{\infty }} є коректно означеним так як в кожній точці лише скінчена кількість доданків є ненульовою. Більше того, деякі автори опускають умову локальної скінченності носіїв, вимагаючи лише щоб {\displaystyle \sum _{i=1}^{\infty }\psi _{i}(x)<\infty } для всіх точок {\displaystyle x}.

## Застосування
Розбиття одиниці можуть бути використані для визначення інтегралу (відносно форми об'єму) функції визначеної на многовиді: спочатку ми означити інтеграл для функції чий носій повністю міститься в локальній карті; після цього будується розбиття одиниці для того щоб означити інтеграл для довільної функції; нарешті ми можемо показати що визначення не залежить від вибору розбиття.
Розбиття одиниці можна використати щоб показати існування Ріманової метрики на довільному многовиді.
Метод перевалу використовує розбиття одиниці для побудови асимптотик для інтегралів.
Фільтр Лінквіца-Райлі є прикладом практичного застосування розбиття одиниці для розділення вхідного сигналу на два сигнали високої та низької частоти.
Поліноми Бернштейна фіксованої степені {\displaystyle m} є сімейством {\displaystyle m+1} лінійно незалежних поліномів, які є прозбиттям одиниці на відрізку {\displaystyle [0,1]}.
Розбиття одиниці застосовуються для визначення глобальних гладких апроксимацій для функцій Соболєва на обмежених областях визначення